# Atelier flexible
 (décembre 2022).

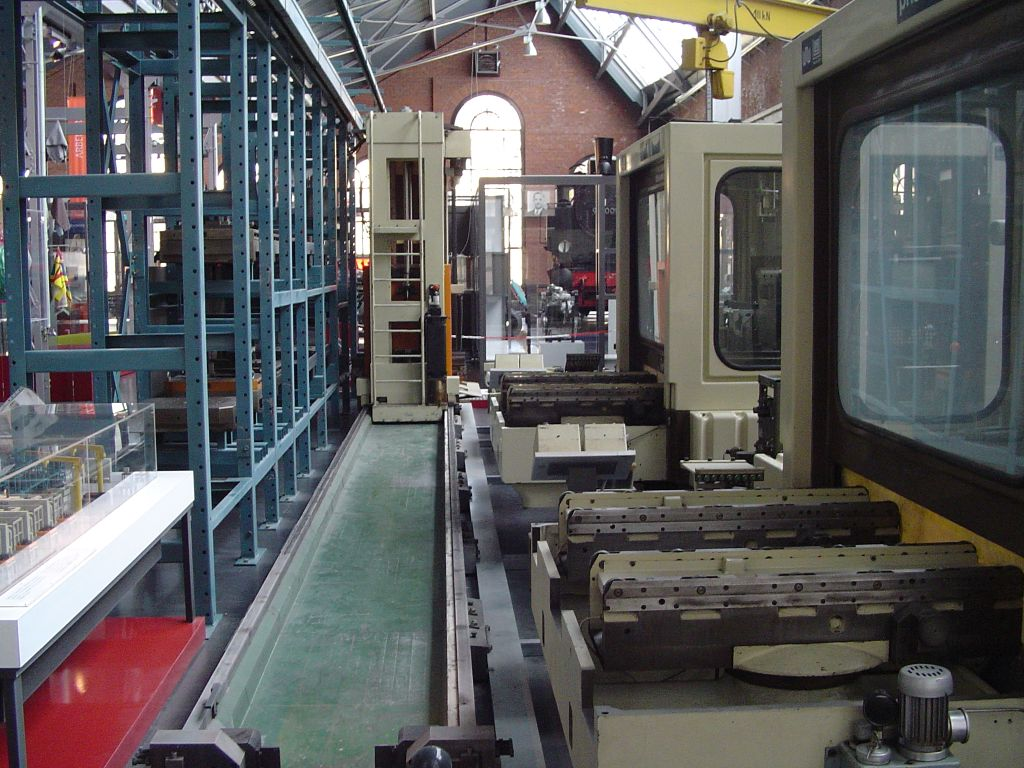
Un atelier flexible.

Les ateliers flexibles sont des ateliers rapidement reconfigurables en fonction des contraintes de production. Ils constituent une méthode alternative d'agencement des postes de travail quand la production en ligne, à la chaîne, devient trop complexe à organiser du fait de la diversification des produits.